# Ranelagh (Tasmania)
Ranelagh – miasto w Australii, na Tasmanii.